# Juan Domingo Pinto Bruchmann
Juan Domingo Pinto Bruchmann (Santiago del Estero, Argentina, 26 de abril de 1949) es un médico y político argentino retirado, que perteneció al Partido Justicialista. Fue diputado nacional por su provincia entre 1997 y 2005.

## Reseña biográfica
Juan Domingo Pinto Bruchmann nació en Santiago del Estero el 26 de abril de 1949. En 1975 se graduó de médico en la Universidad Nacional de Tucumán y posteriormente se especializó en gastroenterología en la Universidad de Montevideo, Uruguay. Luego desempeñó su profesión en el Hospital Regional Ramón Carrillo de su ciudad natal.
Militante del Partido Justicialista (PJ), se unió al caudillo y gobernador santiagueño, Carlos Juárez, volviéndose su amigo y uno de sus hombres de máxima confianza. En las elecciones legislativas de 1997, se postuló para diputado nacional, ocupando el segundo lugar en la lista del PJ en la provincia. Resultó electo con el 55,9% de los votos. Cuatro años más tarde se candidateó en las elecciones legislativas de 2001 para renovar su banca. Fue elegido nuevamente con el 53,9% de los votos, con mandato hasta 2005.
En 2004, durante el debate por la ley de intervención federal a los tres poderes del Estado de la provincia de Santiago del Estero, Pinto Bruchmann fue una de las pocas voces que se opuso al proyecto. Defendió la gestión de la entonces gobernadora de la provincia y esposa de Carlos, Mercedes Aragonés de Juárez, cuyo gobierno estaba acusado de persecución política, espionaje, abuso policial y manipulación judicial.
Luego de que la provincia fuera intervenida y terminado su mandato como diputado nacional, Pinto Bruchmann pasó a ser el médico de cabecera del matrimonio Juárez. Incluso acompañó a Carlos en sus últimos momentos de vida, cuyo fallecimiento se produjo en julio de 2010. Desde entonces se dedicó a su profesión hasta la actualidad.